# Борщовичі (станція)
Борщóвичі — проміжна залізнична станція Львівської дирекції Львівської залізниці на електрифікованій лінії Тернопіль — Львів між станціями Задвір'я (14 км) та Підбірці (10 км). Розташована в однойменному селі Львівського району Львівської області.

## Історія
Станція відкрита у 1869 році. До 1974 року офіційно використовувалася польська версія назви Barszczowice (укр. Борщовиця). 
У 1966 році станція електрифікована змінним струмом (~25 кВ) в складі дільниці Красне — Львів.
Вокзал споруджений у 1952 році. У 2007 році проведена капітальна реконструкція вокзалу.

## Пасажирське сполучення
На станції зупиняються приміські електропоїзди до кінцевих станцій Здолбунів, Золочів, Львів, Рівне та Тернопіль.